# Kyparissovouno
Kyparissovouno är ett berg i Cypern.   Det ligger i distriktet Eparchía Kerýneias, i den norra delen av landet, 24 km nordväst om huvudstaden Nicosia. Toppen på Kyparissovouno är 1 031 meter över havet. Kyparissovouno ligger på ön Cypern. Det ingår i Pentadáktylos.
Terrängen runt Kyparissovouno är varierad. Havet är nära Kyparissovouno norrut. Kyparissovouno är den högsta punkten i trakten. Trakten runt Kyparissovouno är ganska glesbefolkad, med 25 invånare per kvadratkilometer. Närmaste större samhälle är Kyrenia, 14,3 km öster om Kyparissovouno. Trakten runt Kyparissovouno är i huvudsak ett öppet busklandskap.